# 达格·约翰·豪格鲁德
达格·约翰·豪格鲁德（挪威語：Dag Johan Haugerud，1964年12月30日—）是挪威图书管理员、小说家、编剧及电影导演。
他创作了包括《善良之前》、《意外之後》、《關於性》、《關於愛》以及《性梦爱三部曲：梦》在内的数部电影。

## 早年生活
豪格鲁德在1964年出生并长大于挪威小镇埃德斯贝格。随后在斯德哥尔摩大学获得了电影研究学位，并在奥斯陆大学和泰勒马克大学完成了戏剧创作及创意写作。
他也接受了图书管理教育，并长期在挪威音乐学院担任特约图书管理员。

## 创作事业
豪格鲁德曾在多家舞蹈和戏剧公司担任记者和剧作家，并于1988年首次以导演身份创作了短片。
此外，他早期创作了数部其他短片，如2000年的《Utukt》和2006年的《Trøbbel》。2014年，他执导了中篇独白电影《I'm the One You Want》。
他的小说包括1999年出版的、2011年的、2016年的、以及2022年的。
除却短片及中片以外，他的首部长片则是2012年的《善良之前》，该片在2013年阿曼达奖中获得了四项奖项并2013年北欧理事会电影奖中得到提名，获得的阿曼达奖包括最佳影片、最佳剧本和最佳导演；片中演员莱拉·古迪则获得阿曼达奖最佳女主角奖。
2019年，他执导了电影《意外之後》，并担任编剧。该片在2020年创纪录地获得九项阿曼达奖，包括最佳剧本和最佳导演，还获得了北欧理事会电影奖。同年，该片还荣获2020年挪威影评人奖。一年后，他创作了《The Light from the Chocolate Factory》（挪威語：Lyset fra sjokoladefabrikken）。
2024年，他执导了性梦爱三部曲的首部作品《關於性》，该片入选第74届柏林国际电影节全景单元，并荣获2024年北欧理事会电影奖。第二部作品《關於愛》入选第81届威尼斯国际电影节主竞赛单元，角逐金狮奖。三部曲的最后一部《關於夢（性與愛）》则于2025年2月在第75届柏林国际电影节全球首映，并荣获金熊奖——这也是挪威电影首次获得金熊奖。